# Sankt Veit im Pongau
Sankt Veit im Pongau är en ort och kommun i förbundslandet Salzburg i Österrike. Kommunen har 3 940 invånare (2024), på en yta av 56,84 km².